# Mikio Tachibana
Mikio Tachibana  (立花 未来王?, Tachibana Mikio), pseudonimo di Mikio Hiruta (蛭田 未来雄?, Hiruta Mikio) (11 maggio 1976) è una fumettista giapponese, nota per aver scritto il manga di Pirati dei Caraibi pubblicato da Disney Manga.
Dal 1998 lavora come assistente del celebre Gō Nagai all'interno della Dynamic Production. Debutta nel 2004, sulla rivista per bambini Comic BonBon della casa editrice Kodansha. Tra le sue opere ha disegnato il manga Yakitori Majinkun.